# Like Me (serie televisiva)
Like Me è stata una sitcom italiana per ragazzi, basata sull'originale francese #LikeMe.
La serie, scritta da Andrea Boin e Raffaele Bruscella, ha debuttato su Disney Channel il 21 maggio 2017 e vede come protagonisti i due youtuber del canale Me contro Te.

## Trama
Sofì e Luì sono due ragazzi come tanti, tranne per il fatto che hanno la passione di creare video e caricarli sul loro canale YouTube. Ad aiutarli ci sono anche i loro migliori amici Byte, tecnico del montaggio, e Boom, il loro manager.

## Episodi
| Stagione       | Episodi | Prima TV |
| -------------- | ------- | -------- |
| Prima stagione | 12      | 2017     |

## Sigla
Il 13 luglio 2017 è stato rilasciato il video musicale della sigla dal titolo Siamo Luì & Sofì.